# Nanaimo
Nanaimo jest drugim co do wielkości miastem na wyspie Vancouver w Kolumbii Brytyjskiej w Kanadzie. Jest siedzibą jednostki administracyjnej Nanaimo. Nazwa miasta pochodzi od nazwy zamieszkującego do dziś jego okolice plemienia Snuneymuxw, należącego do grupy plemion Saliszów.

## Położenie i geografia

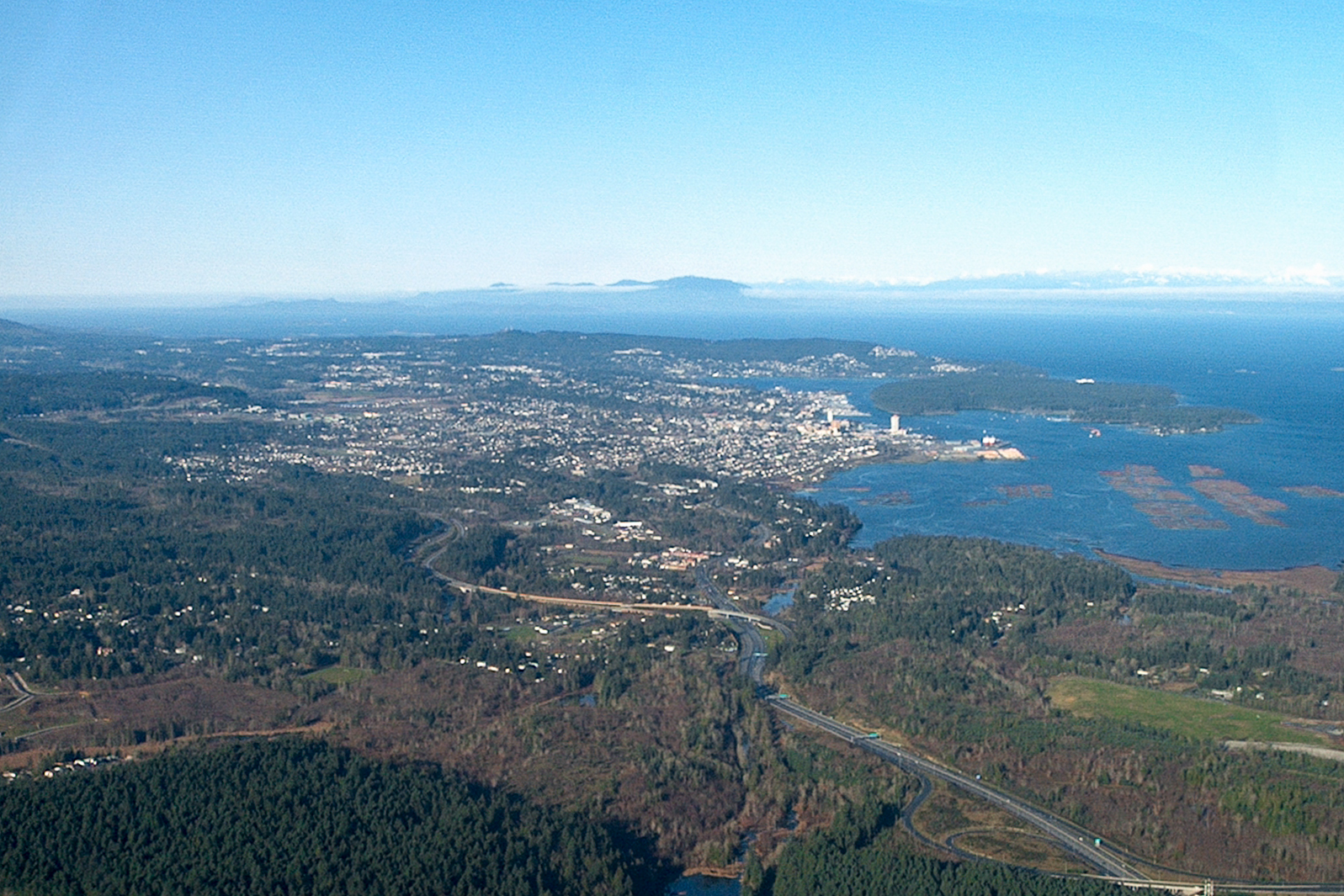
Lotnicze zdjęcie Nanaimo i okolic

Miasto leży na wyspie Vancouver. Nanaimo jest oddalone od miasta Vancouver o około 55 km, od którego oddziela je cieśnina Strait of Georgia. Miasto ma regularne połączenie promowe z Vancouver. Dzięki niedalekiej odległości od Vancouver, Nanaimo jest „bramą wejściową” do wielu innych miejsc zarówno na głównej wyspie, jak i na Wyspach Zatokowych.

## Historia
Nanaimo od początków XIX wieku było faktorią handlową; w 1849 Ki-et-sa-kun, wódz plemienia Snuneymuxw poinformował Kompanię Zatoki Hudsona o złożach węgla w rejonie i w 1853 kompania zbudowała fort (zachowany do dzisiaj). Odtąd miasto było znane głównie z wydobycia i eksportu węgla.
Założycielem pierwszych kopalń w rejonie portu był Robert Dunsmuir. Po sukcesie pierwszej kompanii, Dunsmuir and Diggle, w okolicy pojawiło się więcej kopalń. Dunsmuir wykupił od partnera jego udziały i zainwestował w kolej parową. Dunsmuir sprzedawał węgiel Royal Navy, a także eksportował go do miast leżących nad Zatoką Puget i do San Francisco. W 1887 eksplozja w kopalni zabiła 148 górników. W latach 40. XX w. wyrąb drewna stał się głównym źródłem dochodów miasta, ale mieszkańcy pobliskiego miasteczka Lantzville wciąż świętują Minetown Days.

## Demografia
W 2006 liczba mieszkańców Nanaimo wynosiła 78 692. Język angielski był językiem ojczystym dla 86,0%, francuski dla 1,6% mieszkańców.

## Gospodarka
W mieście rozwinął się przemysł drzewny, papierniczy, spożywczy oraz stoczniowy.

## Różne informacje
Nanaimo jest siedzibą kilku klubów sportowych, m.in. Nanaimo Clippers, klub hokejowy juniorów, Vancouver Island Raiders, klub piłkarski juniorów, Nanaimo Timbermen, męska drużyna seniorów grająca lacrosse w Western Lacrosse League.
W Nanaimo odbywają się co roku wyścigi w specjalnych pływających pojazdach budowanych na bazie wanien. Dlatego Nanaimo jest czasami nazywane „Światową Stolicą Wyścigów Wanien”.
Istnieje także tradycja polegająca na oddawaniu codziennie w południe strzału z armaty (ślepą amunicją) stojącej na wale nanaimskiego bastionu.
W mieście działają trzy stacje radiowe: CHWF-FM, CKWV-FM i CHLY-FM.
Nanaimo jest siedzibą Parku Prowincjonalnego Petroglyph, gdzie można zobaczyć starożytne petroglify. Inny park prowincjonalny leży na Newcastle Island, która była swego czasu popularnym miejscem odwiedzin turystów.
Nazwa Nanaimo pochodzi od ludu Snuneymuxw. Z miasta pochodzi znany deser, Nanaimo bar.

## Polityka
W Izbie Gmin Parlamentu Kanady, Nanaimo jest reprezentowane przez przedstawicieli okręgów wyborczych Nanaimo–Cowichan (Jean Crowder, New Democratic Party) i Nanaimo–Alberni (James Lunney, Conservative Party of Canada). W Zgromadzeniu Legislacyjnym Kolumbii Brytyjskiej zasiadają przedstawiciele okręgów wyborczych Nanaimo (Leonard Krog, New Democratic Party of British Columbia) i Nanaimo-Parksville (Ron Cantelon, British Columbia Liberal Party). Obecnym burmistrzem Nanaimo jest Gary Richard Korpan.

## Edukacja
- W mieście znajduje się Malaspina University-College.
- Szkoły publiczne w Nanaimo są częścią Szkolnego Dystryktu 68 Nanaimo-Ladysmith.
- Jedyna prywatna szkoła w Nanaimo to Aspengrove School

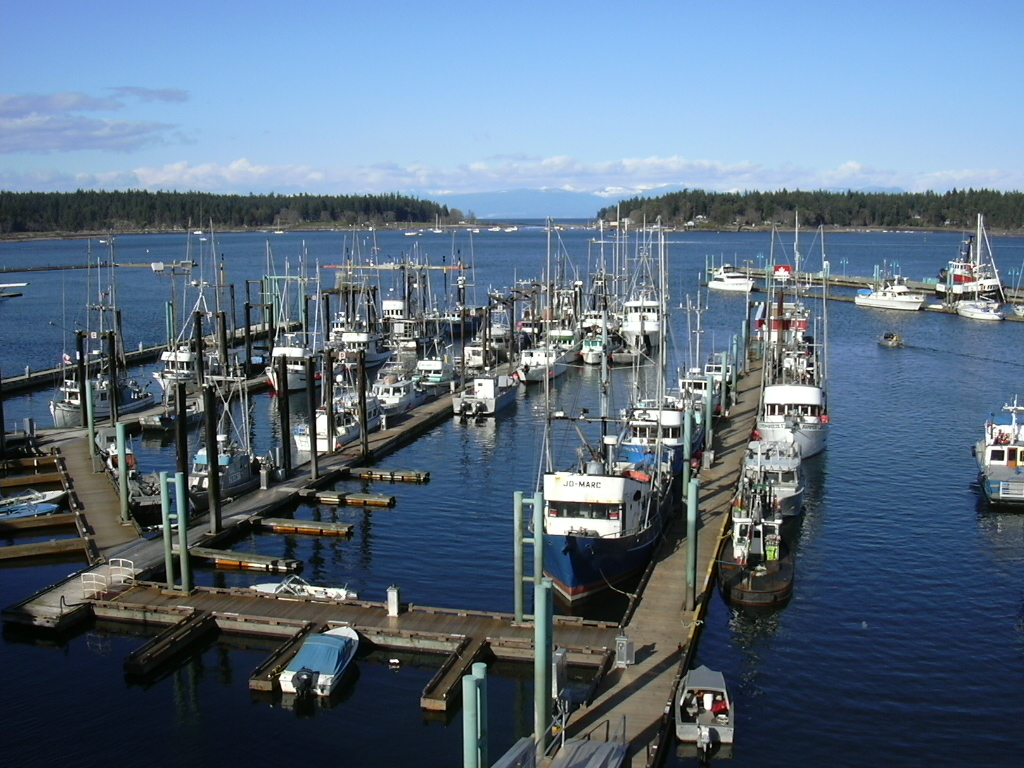
Nabrzeże Nanaimo

## Miasta partnerskie
- Iwatsuki-ku, Japonia